# ダンベル・フライ
ダンベル・フライ(dumbbell fly)は、ウエイトトレーニングの種目の一つ。大胸筋の筋肥大を促し、筋力を高めることができる。ストレッチ種目。

動作中に負荷が抜けないように、仰向けになって構えたときにダンベルと肩を結んだ線が床に対して垂直よりも内側に傾かないように気をつける。

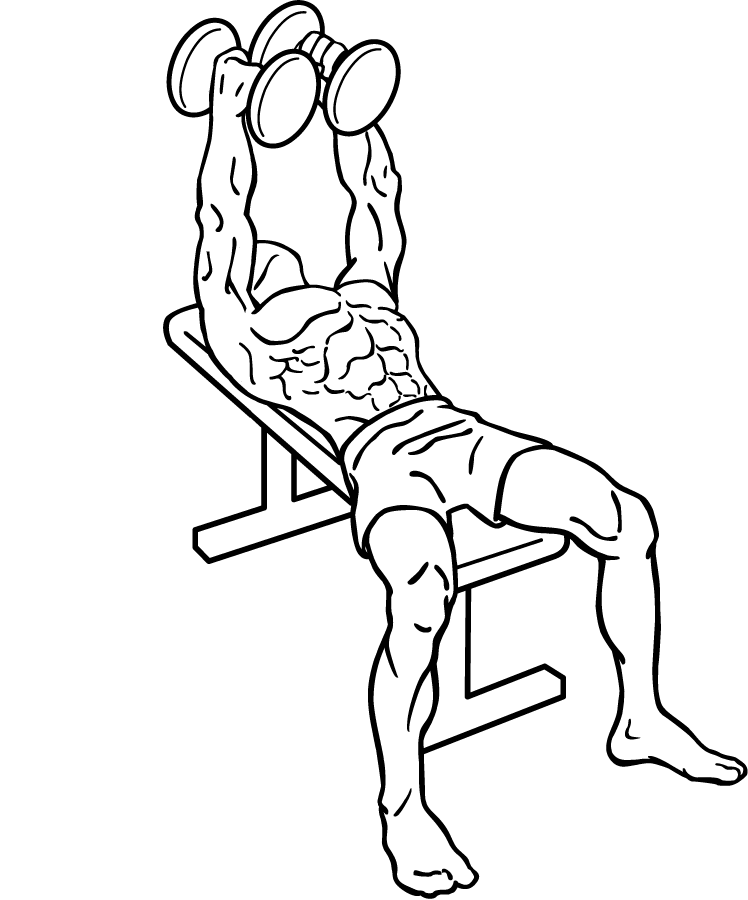
ダンベルフライ(スタート)

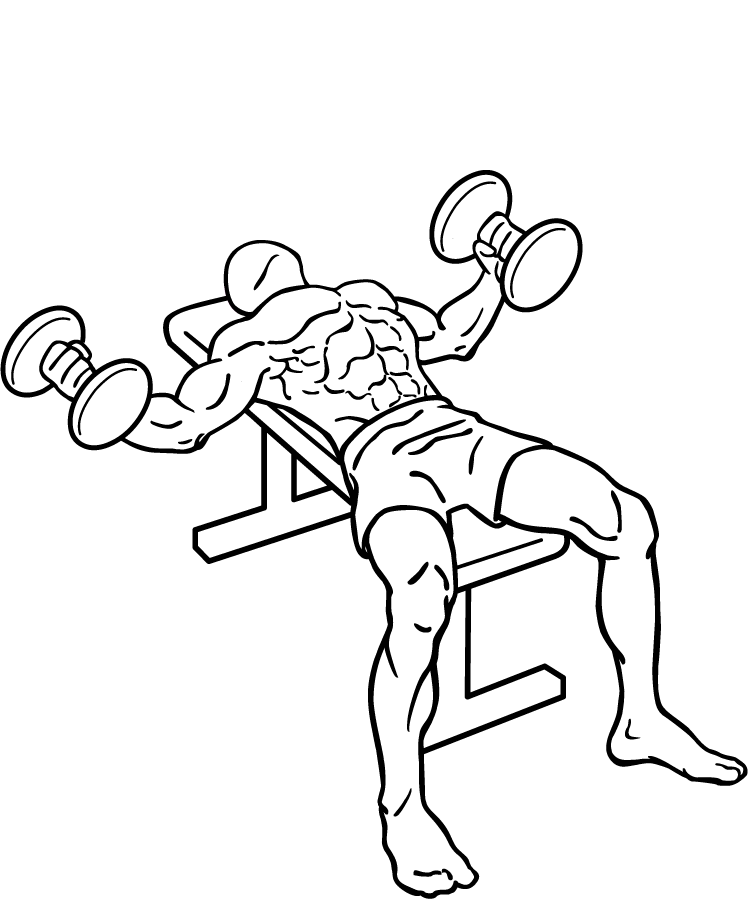
ダンベルフライ(フィニッシュ)

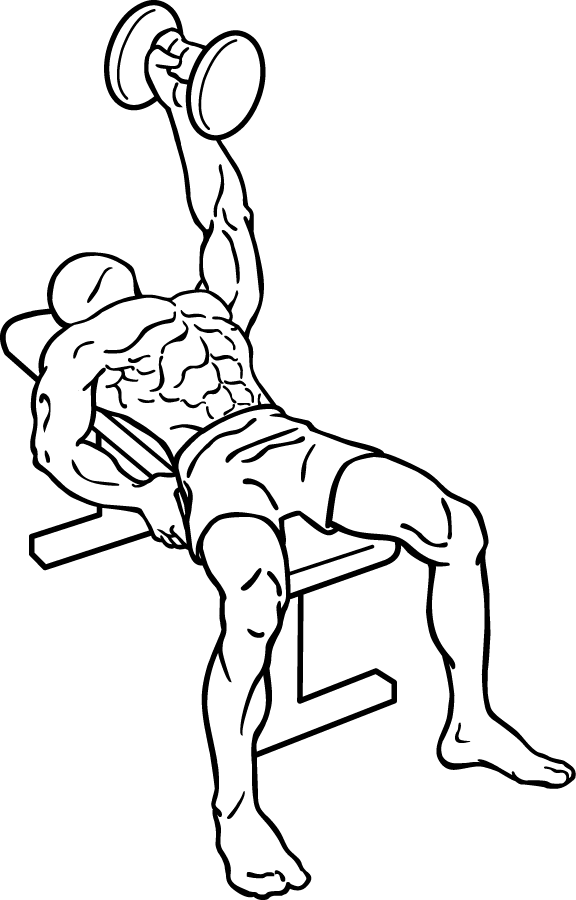
ワンハンド・ダンベルフライ(スタート)

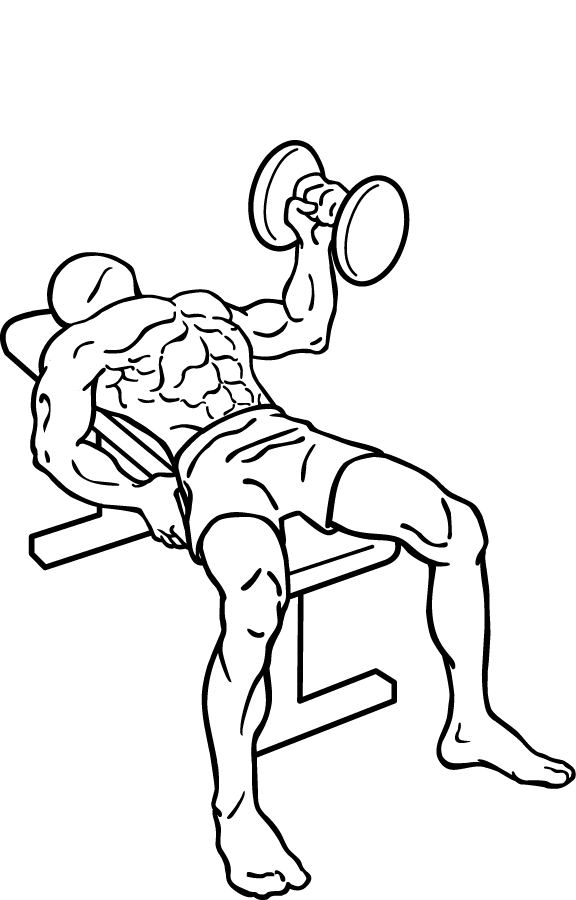
ワンハンド・ダンベルフライ(フィニッシュ)

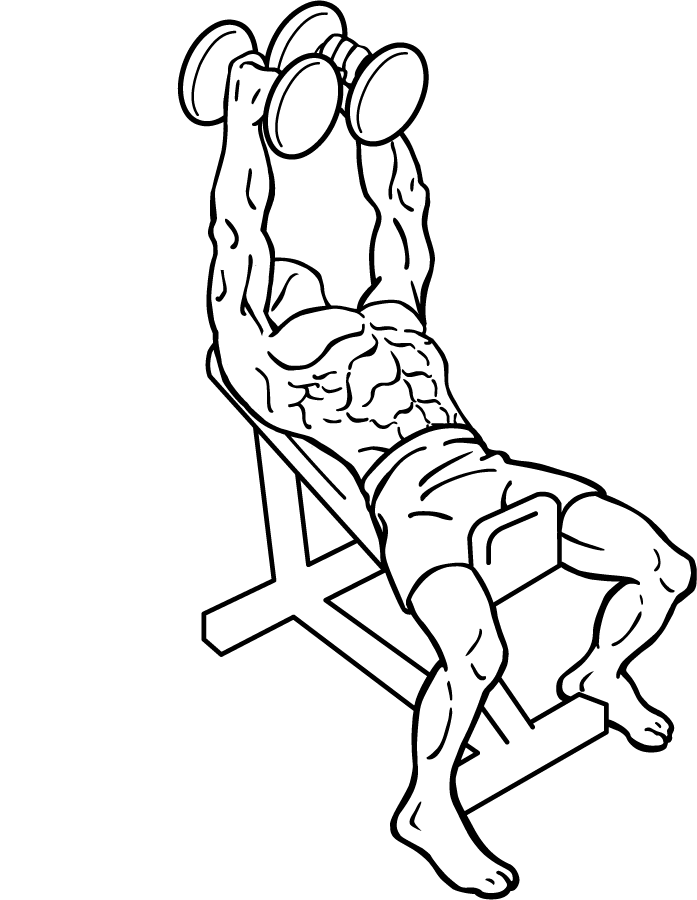
インクライン・ダンベルフライ(スタート)

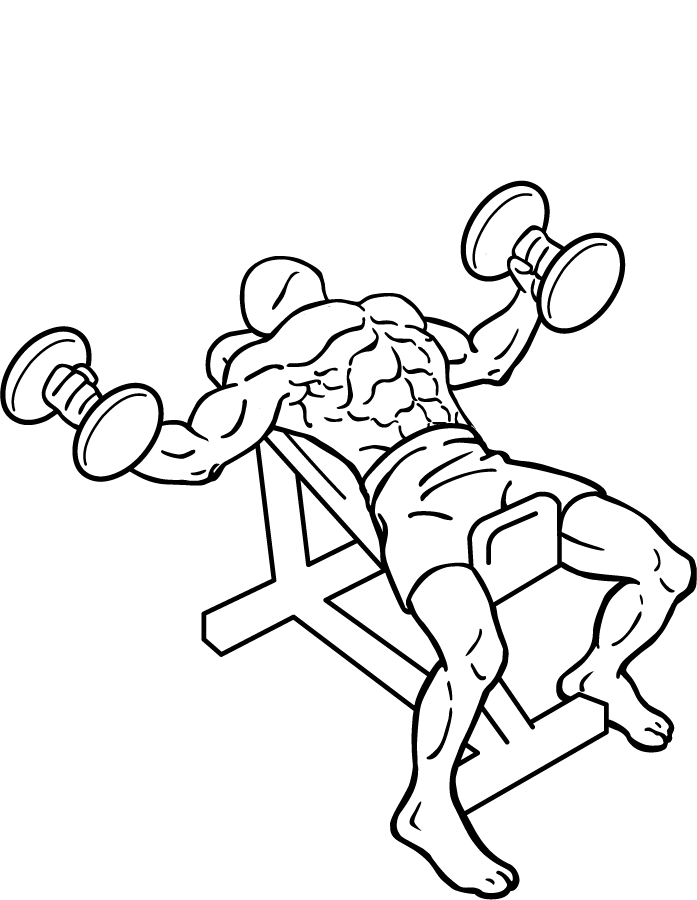
インクライン・ダンベルフライ(フィニッシュ)

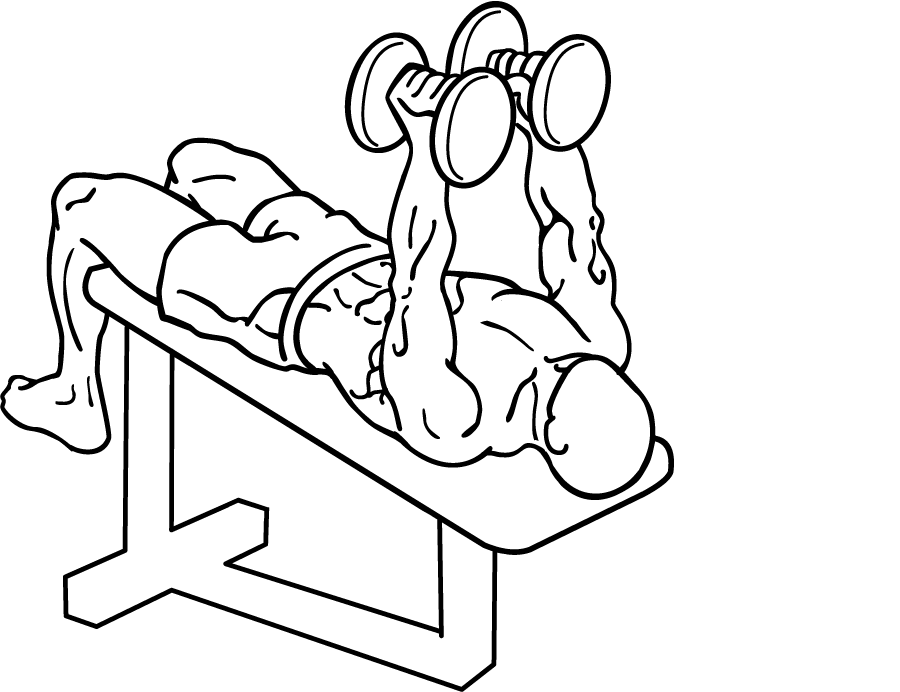
デクライン・ダンベルフライ(スタート)

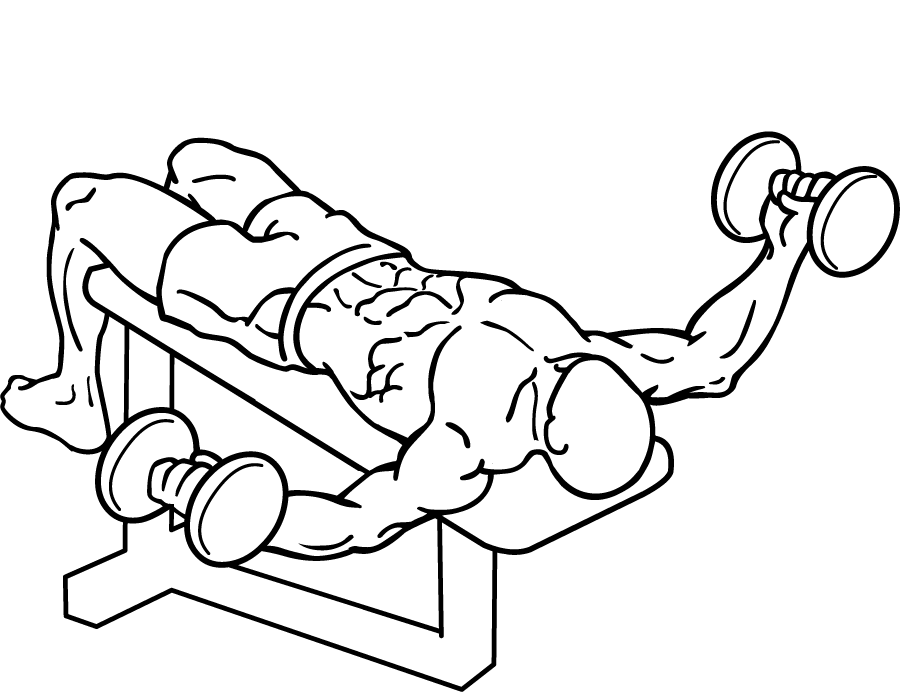
デクライン・ダンベルフライ(フィニッシュ)

## 具体的動作

### ダンベルフライ
1. 両手にダンベルを持ってベンチに仰向けになる。
2. 両足をハの字に開き、しっかりと踏ん張る。肩を後ろに引いて肩甲骨を寄せ、肘を約45°曲げた状態でダンベルを両手の平が向き合うようにして胸の真上に構える。
3. 息を吸いながら両腕を横に開いていく。
4. ダンベルが胸の横まで下りたら逆の動作で2の体勢に戻る。
5. 3～4を繰り返す。

### ワンハンド・ダンベルフライ
1. 片手にダンベルを持ってベンチに仰向けになる。
2. 両足をハの字に開き、しっかりと踏ん張る。空いている方の手でベンチを押さえる。肩を後ろに引いて肩甲骨を寄せ、肘を約45°曲げた状態でダンベルを手の平が内側を向くようにして胸の真上に構える。
3. 息を吸いながら腕を横に開いていく。
4. ダンベルが胸の横まで下りたら逆の動作で2の体勢に戻る。
5. 3～4を繰り返す。反対側も同様に行う。

### インクライン・ダンベルフライ
1. 両手にダンベルを持って30～45°程度に背もたれを起こしたインクラインベンチに仰向けになる。
2. 両足をハの字に開き、しっかりと踏ん張る。肩を後ろに引いて肩甲骨を寄せ、肘を約45°曲げた状態でダンベルを両手の平が向き合うようにして胸の真上に構える。
3. 息を吸いながら両腕を横に開いていく。
4. ダンベルが胸の横まで下りたら逆の動作で2の体勢に戻る。
5. 3～4を繰り返す。

スタートで両手の平が足の方を向きフィニッシュで両手の平が向き合うようにダンベルの向きを変えていくと大胸筋をより強く収縮させることができる。

### デクライン・ダンベルフライ
1. 両手にダンベルを持って30~45°程度に背もたれを倒したデクラインベンチに仰向けになる。
2. 両足はパッドに固定する。肩を後ろに引いて肩甲骨を寄せ、肘を約45°曲げた状態でダンベルを両手の平が向き合うにして胸の真上に構える。
3. 息を吸いながら両腕を横に開いていく。
4. ダンベルが胸の横まで下りたら逆の動作で2の体勢に戻る。
5. 3～4を繰り返す。

スタートで両手の平が頭の方を向きフィニッシュで両手の平が向き合うようにダンベルの向きを変えていくと大胸筋をより強く収縮させることができる。